# Кайоде, Латиф
Латиф Кайоде (англ. Lateef Kayode), род. 3 марта 1983, Лагос, Нигерия) — нигерийский боксёр-профессионал, выступавший в первой тяжёлой (англ. Cruiserweight) и тяжёлой (англ. Heavyweight) весовых категориях.

## Профессиональная карьера
Латиф Кайоде дебютировал на профессиональном ринге в США в тяжёлой весовой категории. В августе 2008 года он победил по очкам стойкого американского джорнимена Майка Миллера. Последующих соперников Латиф побеждал нокаутом. В 2010 году он перешёл в первую тяжёлую весовую категорию.

### Первый тяжёлый вес
6 августа 2010 года Кайоде завоевал североамериканский титул по версии WBO, нокаутировав пуэрториканца Альфредо Эскалеру-младшего (18-2-1). Затем Латиф досрочно победил колумбийца Эпифанио Медоза, завоевав североамериканский титул по версии NABF.
В декабре 2010 года Кайоде нокаутировал американца Эда Перри (18-4-2). Затем нигериец защитил свои титулы против американца Николаса Ианнуззи (16-1).
В 2011 года Кайоде победил по очкам ещё двух высокорейтинговых боксёров — перспективных американцев Мэтта Годфри (20-2) и Феликса Кору-младшего (22-5-2).
После этих побед Кайоде высоко поднялся в рейтингах различных боксёрских организаций и встретился на ринге с легендарным американским боксёром Антонио Тарвером в бою за титул чемпиона мира по версии IBO. Кайоде вызывающе вёл себя до боя и в поединке начал агрессино наступать на Антонио. Первую половину схватки Кайоде действовал более уверенно, но затем Тарвер переломил ход боя и провёл больше точных атак. По истечении 12 раундов судьи раздельным решением зафиксировали ничью. По мнению многих экспертов, Тарвер был убедительней в бою и заслужил победу. Позже Тарвер был уличён в употреблении допинга и поединок был признан как несостоявшийся.
В декабре 2012 года Кайоде объявил о намерении перейти в тяжёлую весовую категорию.

### Тяжёлый вес
В декабре 2013 года Кайоде провёл первый бой после возвращения в супертяжёлый вес, и нокаутировал в нём американца Трэвиса Фултона, затем в январе 2014 года одержал досрочную победу над Джонте Уилсоном.
11 сентября 2014 года в Лас-Вегасе состоялся поединок за временный титул чемпиона мира по версии WBA в супертяжёлом весе между не имеющим поражений 35-летним кубинцем Луисом Ортисом (21-0) и 31-летним нигерийцем Латифом Кайоде (20-0). Уже через полминуты после начала боя Ортис отправил своего соперника в нокдаун двухударной комбинацией, которая завершилась ударом справа. В конце первого раунда Кайоде оказался зажатым в углу и пропустил несколько тяжёлых ударов, упёршись спиной о канаты. В тот момент, когда Кайоде попытался ответить на атаку Ортиса, рефери принял решение остановить поединок, зафиксировав досрочную победу кубинца. Луис Ортис завоевал титул временного чемпиона мира по версии WBA, нанеся Кайоде первое поражение в профессиональной карьере. 13 января 2015 года стало известно, что Ортис лишён пояса за использование запрещенного вещества (нандролон), а результат боя был аннулирован.